# Great Bealings
Great Bealings är en by och en civil parish i distriktet East Suffolk, Suffolk, England. Orten har 290 invånare (2001).